# ريسي شيمازو
راإيسيإ شيمازو (باليابانية: 島津 頼盛) (مواليد 7 أبريل 1999) هو لاعب كرة قدم ياباني.

## وصلات خارجية
- ريسي شيمازو على موقع رابطة كرة القدم اليابانية للمحترفين (اليابانية)
- ريسي شيمازو على موقع قاعدة بيانات كرة القدم.إي يو (الإنجليزية)
- ريسي شيمازو على موقع Soccerway.com (الإنجليزية)
- ريسي شيمازو على موقع عالم كرة القدم.نت (الإنجليزية)